# چهارطاقی چم نمشت
چهارطاقی چم نمشت مربوط به دوره اشکانیان - دوره ساسانیان است و در شهرستان دره‌شهر، بخش مرکزی، دهستان زرین دشت، ۸۵۰ متری جنوب غرب روستای چم نمشت واقع شده و این اثر در تاریخ ۹ بهمن ۱۳۸۶ با شمارهٔ ثبت ۲۰۷۱۹ به‌عنوان یکی از آثار ملی ایران به ثبت رسیده است.